# روانشناسی برای همه
روانشناسی برای همه کتابی از ربیع مشفق همدانی است که در سال ۱۳۳۲ منتشر و برندهٔ جایزه کتاب سال سلطنتی شد.